# آنا من هسن (1529-1591)
آنا من هسن (كاسل؛ 26 أكتوبر 1529 - 10 يوليو 1591؛ ميسنهايم)؛ كانت أميرة هسن بالولادة ومن خلال الزواج كونتيسة بالاتينات-تسفايبروكن.
هي الابنة الثانية لـ لاندغراف فيليب الشهم (1501-1567) وزوجته الأولى كريستين (1505-1549) ابنة دوق ساكسونيا، وحفيدة كازيمير الرابع ملك بولندا.

## الزواج والذرية
تزوجت في 24 فبراير 1544 من كونت بالاتينات فولفغانغ من تسفايبروكن (1526-1569)، وبعد وفاة زوجها أصبحت الوصية بالمشاركة مع شقيقها لاندغراف فيلهلم وناخب بالاتينات لودفيغ السادس كأوصياء على أطفالها، بحيث كان فيلهلم منفذ وصية فولفغانغ.
حوالي عام 1590 أسست آنا فناء كنيسة القديسة آن في هايدلبرغ، وفي عام 1596 أقيم نصب تذكاري حجري تكريما لها في باحة الكنيسة هذه، عندما تم إغلاق باحة الكنيسة في عام 1845 تم نقل النصب التذكاري إلى باحة كنيسة أخرى.

### الذرية
أنجبت آنا الأبناء التاليين:-
- كريستين (1546–1619)
- فيليب لودفيغ (1547–1614)؛ كونت بالاتينات-نيوبورغ، تزوج من الأميرة آنا من كليفه، لهم ذرية ، وهو سليل ناخبو بالاتينات (1685-1777)، وناخب بافاريا (1777-1799).
- يوهان الأول (1550-1604)؛ كونت بالاتينات-تسفايبروكن، تزوج من الأميرة ماغدالين شقيقة الأميرة آنا، لهم ذرية، وهو سليل ملوك السويد.
- دوروثي أغنيس (1551-1552).
- إليزابيث (1553-1554).
- آنا (1554-1576).
- إليزابيث (1555–1625)
- أوتو هاينريش (1556-1604)؛ كونت بالاتينات-زولتسباخ، تزوج من دوروثيا ماريا من فورتمبيرغ، ليس لديهم ابناء.
- فريدرش (1557-1597)؛ كونت بالاتينات-فوهنشتراوس-باركشتاين، تزوج من كاثرين صوفي من لغنيتسا، لهم أبناء توفوا صغاراً.
- باربرا (1559–1618)؛ تزوج عام 1591 الكونت غوتفريد كونت أوتينغن-أوتينغن، لهم ابنة واحدة توفيت صغيرة.
- كارل الأول (1560–1600)؛ كونت بالاتينات -تسفايبروكن-بيركنفلد، تزوج من ماريا دوروثيا من بروانشفايغ-لونبورغ، لهم ذرية، وهو سليل ناخب بافاريا (1799-1806)؛ ثم ملوك بافاريا.
- ماريا إليزابيث (1561–1629)؛ تزوجت من إميش الثاني عشر كونت لينينغن-داجسبورغ-هاردنبرغ.
- سوزانا (1564-1565).